# Han Ye-seul
Đây là một Han, họ là Kim.
Han Ye-seul (sinh ngày 18 tháng 9 năm 1981) là một nữ diễn viên người Mỹ gốc Hàn Quốc. Cô xuất hiện lần đầu trong bộ phim sitcom Nonstop 4 (2003) và từ đó đóng vai chính trong các bộ phim truyền hình như Cặp đôi kỳ lạ (2006), Canh bạc nghiệt ngã (2008), Tuyết có rơi đêm Giáng Sinh? (2009) và Sản sinh mỹ nữ (2014), cũng như phim điện ảnh Cô nàng đào mỏ (2007) và Lượm nhặt tình yêu (2011).

## Tiểu sử
Leslie Kim sinh ra và lớn lên tại Los Angeles, California. Cô theo học trường Trung học Cerritos và tốt nghiệp trường Cao đẳng Cerritos với bằng tốt nghiệp cao đẳng ngành đồ họa vi tính. Cô thông thạo cả tiếng Anh và tiếng Hàn Quốc.
Cô từ bỏ quốc tịch Mỹ vào năm 2004 và nhập quốc tịch Hàn Quốc để hoạt động như một nữ diễn viên Hàn Quốc.

## Sự nghiệp

### Khởi nghiệp
Cô bắt đầu sự nghiệp người mẫu ở Hàn Quốc sau khi giành chiến thắng trong cuộc thi SBS Supermodel Contest năm 2001. Với nghệ danh Han Ye-seul, cô đã xuất hiện lần đầu trong bộ phim sitcom nổi tiếng Nonstop 4 năm 2003. Han Ye-seul nhanh chóng nổi tiếng và từ bỏ Quốc tịch Mỹ vào năm 2004 và nhập quốc tịch Hàn Quốc để tiếp tục khẳng định bản thân trong làng giải trí Hàn Quốc. Những màn trình diễn của cô trong Forbidden Love (2004) và That Summer's Typhoon (2005) đã nhận được những đánh giá không hay, với những chỉ trích cho rằng cô chỉ là một người mẫu quảng cáo chứ không phải là một nữ diễn viên thực thụ.

### Đột phá
Han Ye-seul đã chứng minh những lời gièm pha của cô là sai với Cặp đôi kỳ lạ, một phiên bản làm lại của Overboard được viết bởi chị em nhà Hong. Vào vai một người thừa kế hư hỏng trở thành người mất trí nhớ sau một tai nạn du thuyền, Han được khen ngợi vì sự lựa chọn của cô và bộ phim đã thành công.
Cô tiếp tục nắm bắt thể loại hài kịch bóng chày với bộ phim điện ảnh đầu tiên Cô nàng đào mỏ (2007). Bất chấp thành tích phòng vé mờ nhạt của bộ phim, Han Ye-seul đóng vai một giám đốc quảng cáo, người đã lừa bịp bốn người đàn ông khác nhau để tìm được người chồng lý tưởng đã đem về cho cô nhiều giải thưởng Nữ diễn viên mới xuất sắc nhất từ các lễ trao giải,bao gồm Grand Bell Awards và Blue Dragon Film Awards.

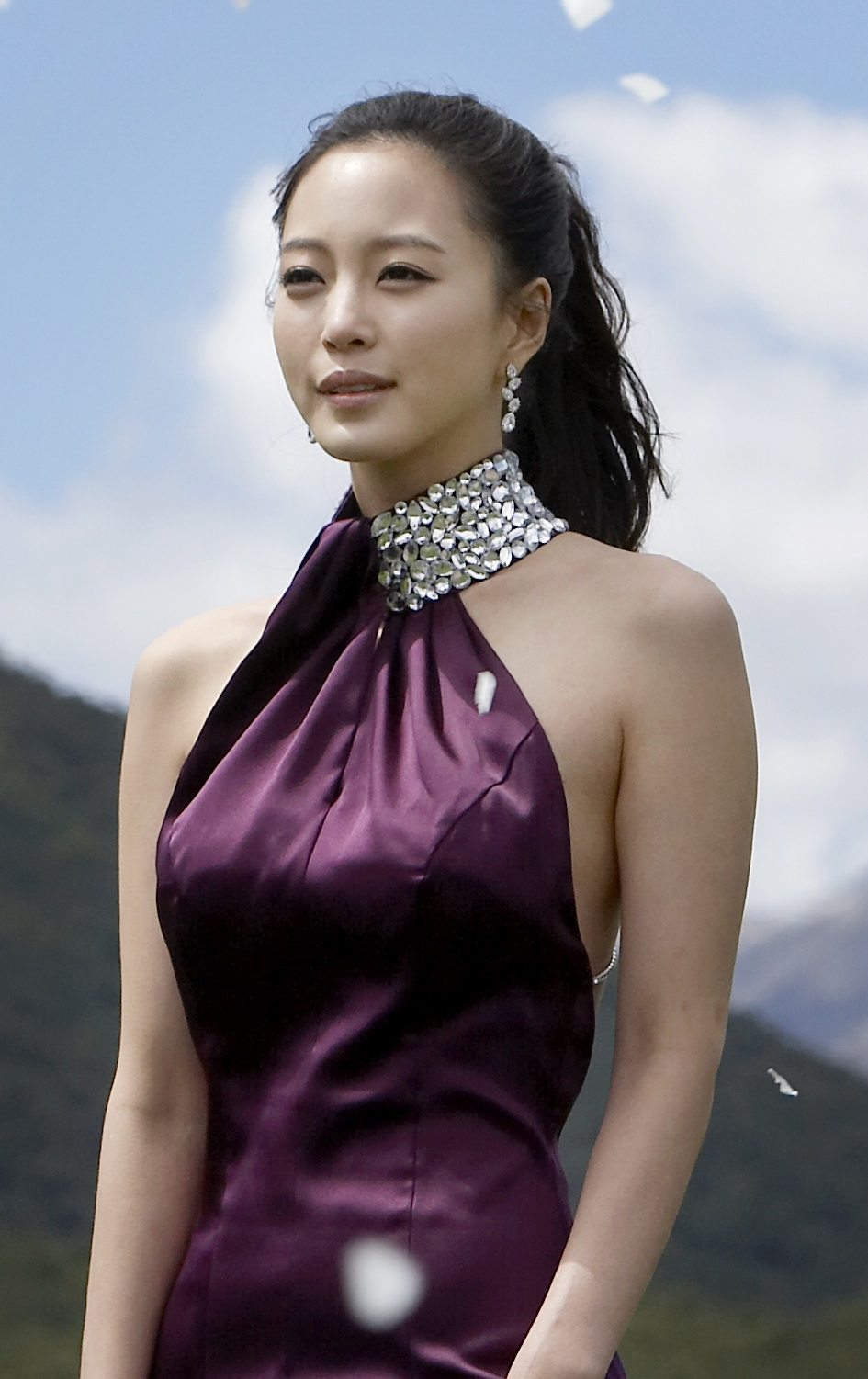
Han Ye-seul vào năm 2008.

Han Ye-seul tiếp theo đóng vai chính trong Tazza (2008), bộ phim truyền hình chuyển thể từ manhwa của Huh Young-man cùng tên về các con bạc và cá mập. Điều này đã được tiếp nối với Tuyết có rơi đêm Giáng Sinh? của Lee Kyung-hee, một bộ phim tình cảm về những người yêu thời thơ ấu tái hợp sau khi trưởng thành vào năm 2009..

### Tranh cãi vềSpy Myung-wol
Năm 2011, Han Ye-seul được chọn vào vai chính trong Spy Myung-wol, vào vai một đặc vụ Bắc Triều Tiên có nhiệm vụ bắt cóc một ngôi sao hàng đầu Hallyu của Hàn Quốc, người cuối cùng phải lòng anh ta. Bộ phim trở thành tâm điểm khi Han Ye-seul bỗng dưng vắng mặt trên phim trường từ ngày 14 đến 15 tháng 8 và thay vào đó cô đã bay tới Los Angeles vào ngày 16 tháng 8, đó là trường hợp đầu tiên của một diễn viên hàng đầu đột ngột rời đi khi đang quay một bộ phim truyền hình Hàn Quốc. Công ty quản lý của cô vào thời điểm đó, SidusHQ đã đưa ra nguyên nhân cô bỏ quay phim là vì mâu thuẫn với đạo diễn Hwang In-hyuk về điều kiện làm việc bận rộn của cô, và sự mệt mỏi đó đã làm tổn hại đến hành động của cô. Sự vắng mặt của Han Ye-seul đã khiến bộ phim tạm dừng sản xuất và KBS đã tuyên bố hành động của cô là "đơn phương, vô trách nhiệm và sẽ không được tha thứ", trong khi Lee Kim Productions đe dọa hành động pháp lý. Sau khi được báo chí đưa tin rộng rãi, Han Ye-seul trở về Hàn Quốc và tiếp tục quá trình quay bộ phim Spy Myung-wol vào ngày 18 tháng 8. Khi đến sân bay quốc tế Incheon, cô nói lời xin lỗi với giới báo chí Hàn Quốc về sự vắng mặt bất ngờ của mình với lý do khó khăn, gian khổ mà cô đã trải qua và nhận xét rằng cô tin rằng những gì mình đã làm là đúng. Han Ye-seul đã nhận những lời chỉ trích gay gắt từ các chuyên gia và khán giả trong ngành truyền hình, nhưng một số người hâm mộ đã bảo vệ cô, nói rằng hệ thống quay phim cuốn chiếu căng thẳng của Hàn Quốc đã có lỗi.
Bộ phim hài lãng mạn Penny Pinchers được phát hành 2 tháng sau khi Spy Myung-wol kết thúc phát sóng. Trong đó, Han Ye-seul rũ bỏ hình ảnh quyến rũ của mình để vào vai một người phụ nữ cực kỳ đạm bạc, người coi tình yêu là một chi phí phù phiếm và dạy cho một kẻ ăn chơi thất nghiệp nghệ thuật chèn ép.

### Trở lại
Sau sự thất bại của Spy Myung-wol, phản ứng dữ dội của công chúng đã buộc Han Ye-seul phải gián đoạn sự nghiệp diễn xuất trong 3 năm.
Vào cuối năm 2014, cô đã trở lại thành công với Sản sinh mỹ nữ, trong đó Han Ye-seul đóng vai một bà cô có trái tim ấm áp, người đã vượt qua sự không chung thủy của chồng mình bằng cách trang điểm từ đầu đến chân liên quan đến phẫu thuật thẩm mỹ và giảm cân. Điều này được tiếp nối với vai chính trong các bộ phim hài lãng mạn Quý bà Antoine (2016) trong đó cô đóng vai một thầy bói giả, và 20th Century Boy and Girl (2017).
Năm 2019, Han Ye-seul đóng vai chính trong bộ phim truyền hình Big Issue của SBS, vào vai một nhà báo săn ảnh chuyên săn đuổi những vụ bê bối của người nổi tiếng.
Vào tháng 6 năm 2021, Han Ye-seul đã ký hợp đồng với công ty mới High Entertainment.

## Đời tư
Vào ngày 2 tháng 5 năm 2011, Han Ye-seul đã đâm vào hông của một người đàn ông họ Do bằng gương chiếu hậu từ chiếc Porsche của cô khi lái xe vào bãi đậu xe của nhà cô trong một tòa nhà chung cư ở Samseong-dong. Do bị thương nhẹ và luật sư của Han Ye-seul đề nghị bồi thường 5 triệu KRW cho anh, nhưng Do tuyên bố rằng cô đã bỏ trốn khỏi hiện trường. Công ty quản lý khi đó của cô, SidusHQ đã phủ nhận điều này, nói rằng cô đã xin lỗi và kiểm tra xem anh có ổn không, nhưng không bước ra khỏi xe của cô. Sau khi điều tra, cảnh sát đã xóa bỏ các cáo buộc chạy trốn của cô.
Han Ye-seul đã hẹn hò với nhà sản xuất thu âm Teddy Park của YG Entertainment kể từ tháng 5 năm 2013. Hai người được cho là đã chia tay vào ngày 24 tháng 10 năm 2016.
Vào tháng 1 năm 2015, FSS đã đưa Han Ye-seul vào danh sách những người bị phát hiện vi phạm luật liên quan đến ngoại tệ do không báo cáo việc mua lại tài sản của họ, chẳng hạn như bất động sản ở nước ngoài, cho các cơ quan chức năng. Điều này đề cập đến một tòa nhà thương mại ở Koreatown, Los Angeles mà Han Ye-seul đã mua vào năm 2011, nhưng công ty quản lý KeyEast khi đó của cô đã đưa ra một tuyên bố rằng sự thiếu sót đó là một lỗi kỹ thuật, vì Han Ye-seul đã chuyển quyền sở hữu tòa nhà cho một công ty mà cô là cổ đông lớn và không biết rằng cô nên báo cáo nó.
Vào ngày 13 tháng 5 năm 2021, Han Ye-seul tiết lộ thông qua một cập nhật từ Instagram của cô rằng cô hiện đang hẹn hò với nam diễn viên nhạc kịch Ryu Sung-jae, người kém cô 10 tuổi.. Ngày 7/5/2024, Han thông báo đã đăng kí kết hôn với bạn trai.

## Danh sách phim

### Phim truyền hình
- 2019, SBS: Big Issue - Joo Jin Mo
- 2017, MBC: 20th Century Boy and Girl - Sa Jin Jin
- 2016, JTBC: Madame Antoine - Sung Jun
- 2014, SBS: Birth of a Beauty - Joo Sang Wook
- 2011, KBS2: Spy Myung-wol - Eric Mun
- 2009, SBS: Will It Snow for Christmas? - Go Soo
- 2008, SBS: Tazza - Jang Hyuk
- 2006, MBC: Couple or Trouble - Oh Ji Ho
- 2005, SBS: That Summer's Typhoon
- 2004, KBS: Forbidden Love - Kim Tae Hee
- 2003, MBC: Breathless
- 2003, MBC: Nonstop 4 - Hyun Bin

### Phim điện ảnh
- 2011: Penny Pinchers - Song Joong Ki
- 2007: Miss Gold Digger

### Music Video
- 2010, Rain's MV – "Love Song" , nữ chính

### Chương trình thực tế
- 2014, SBS: Running Man khách mời tập 219

## Giải thưởng
- 2015 Huading Awards: Đề cử nữ diễn viên xuất sắc toàn cầu
- 2014 SBS Drama Awards: Best Couple with Joo Sang Wook (Birth of a beauty)
- 2014 SBS Drama Awards: Top 10 Stars (Birth of a beauty)
- 2011 30th Blue Dragon Film Awards: Best new actress (Miss Gold Digger)
- 2008 SBS Drama Awards: Excellence Award, Actress in a Special Planning Drama (Tazza)
- 2008 SBS Drama Awards: Top 10 Stars (Tazza)
- 2008 29th Blue Dragon Film Awards: Best New Actress for (Miss Gold Digger)
- 2008 Golden Cinematography Awards: Best New Actress (Miss Gold Digger)
- 2008 45th Grand Bell Awards: Best New Actress (Miss Gold Digger)
- 2008 45th Grand Bell Awards: BMW Popularity Award, Actress
- 2008 44th Baeksang Arts Awards: Best New Actress (Miss Gold Digger)
- 2007 Asia Model Awards: Model Star Award
- 2007 43rd Baeksang Arts Awards: Popularity Award, Actress
- 2006 MBC Drama Awards: Excellence Award, Actress (Couple or Trouble)
- 2006 MBC Drama Awards: Popularity Award, Actress (Couple or Trouble)
- 2006 MBC Drama Awards: Best Couple Award with Oh Ji-ho (Couple or Trouble)
- 2004 MBC Entertainment Awards: Top Excellence Award, Actress in a Sitcom/Comedy (Nonstop 4)
- 2001 Super Model Contest: Juliet Award